# Chłodek drobny
Chłodek drobny (Arnoseris minima L.) – gatunek rośliny należącej do rodziny astrowatych. Jedyny gatunek monotypowego rodzaju chłodek Arnoseris Gaertn. Występuje na dużej części Europy Zachodniej i Środkowej, po Szwecję, Białoruś i Ukrainę na wschodzie, poza tym w Maroku. Jako gatunek introdukowany rośnie także w Ameryce Północnej. W Polsce występuje na niżu, przede wszystkim w części zachodniej. W górach i na północnym wschodzie jest bardzo rzadki.

## Morfologia

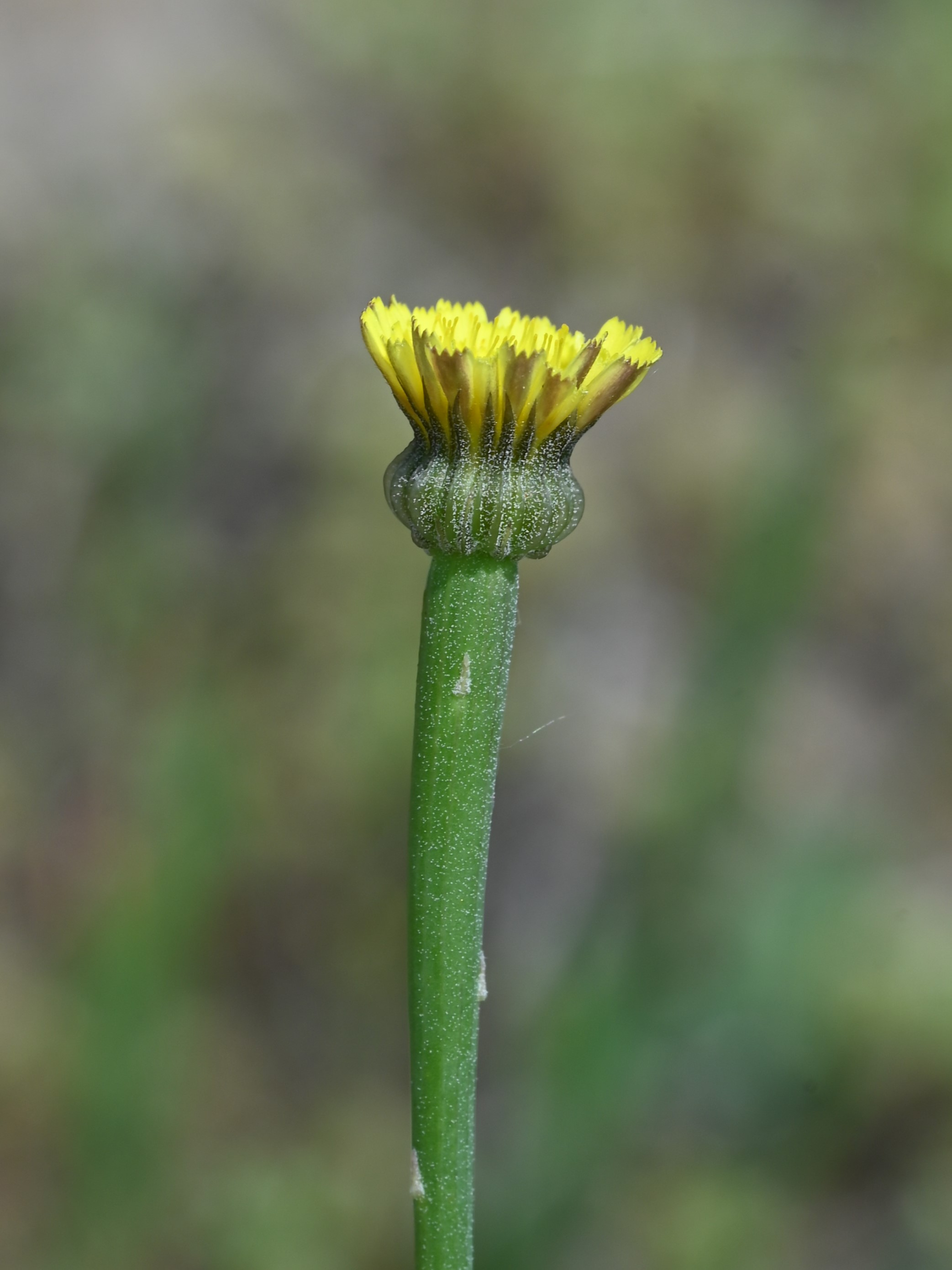
Kwiatostan

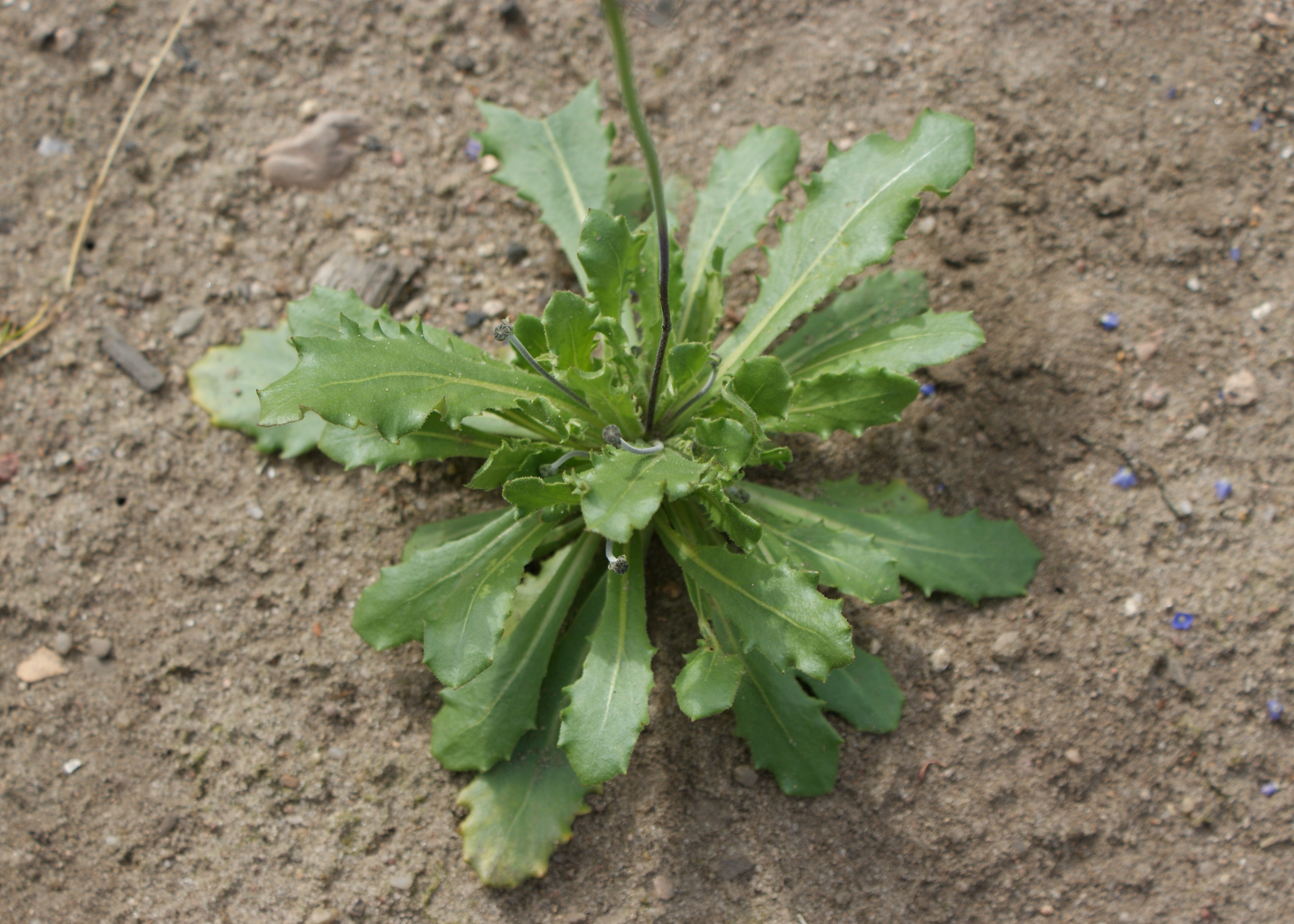
Rozeta liściowa

ŁodygaMaczugowato zgrubiała, naga, wzniesiona.
LiścieOd spodu owłosione, na brzegach orzęsione, odwrotnie jajowate lub klinowato-jajowato-podługowate. Wszystkie odziomkowe, mniej lub bardziej przylegające do ziemi. Koszyczki z krótkimi żółtymi kwiatkami języczkowatymi.
KwiatyKoszyczki o średnicy 7–10 mm z krótkimi żółtymi kwiatkami języczkowatymi. Rzadko pojedyncze, częściej po 2–4, w luźnym gronie.

## Biologia i ekologia
Roślina jednoroczna. Kwitnie od czerwca do września. Porasta miedze, przydroża, pola, nieużytki, gleby piaszczyste, unika podłoża wapiennego. W Polsce występuje na niżu, wyżynach i pogórzu, przede wszystkim w części zachodniej. W górach rzadziej. W klasyfikacji zbiorowisk roślinnych gatunek charakterystyczny dla SAll. Arnoseridenion minimae i Ass. Arnoserido-Scleranthetum. Liczba chromosomów 2n = 18.

## Systematyka
Rodzaj Arnoseris Gaertn. należy do plemienia Cichorieae, podrodziny Cichorioideae (Juss.) Chev. z rodziny astrowatych.